# Madrigueras (kommunhuvudort)
Madrigueras är en kommunhuvudort i Spanien.   Den ligger i provinsen Provincia de Albacete och regionen Kastilien-La Mancha, i den centrala delen av landet, 210 km sydost om huvudstaden Madrid. Madrigueras ligger 690 meter över havet och antalet invånare är 4 606.
Terrängen runt Madrigueras är platt. Runt Madrigueras är det ganska glesbefolkat, med 34 invånare per kvadratkilometer. Närmaste större samhälle är Quintanar del Rey, 16,0 km nordväst om Madrigueras. Trakten runt Madrigueras består till största delen av jordbruksmark.